# Ягов, Олег Васильевич
Оле́г Васи́льевич Я́гов (род. 31 января 1970, г. Белинский Пензенской области) - российский историк, государственный и общественный деятель. Заместитель председателя Правительства Пензенской области, доктор исторических наук, профессор, главный научный сотрудник научно-исследовательского института фундаментальных и прикладных исследований ФГБОУ ВО «Пензенский государственный университет» (Научное направление «Региональные особенности формирования российской нации. Документальная история Пензенского края»), профессор кафедры «История России и методика преподавания истории» Пензенского государственного университета, председатель регионального экспертного совета Российского фонда фундаментальных исследований (РФФИ) в Пензенской области (с 2014). Почётный работник высшего профессионального образования Российской Федерации.

## Биография
В 1987 году окончил с медалью среднюю школу № 2 г. Белинский, с отличием детскую музыкальную школу по классу «Народные инструменты» (домра, баян). Окончил с отличием исторический факультет Пензенского государственного педагогического института им. В. Г. Белинского по специальности «история», квалификация «учитель истории и социально-политических дисциплин» (1993), окончил с отличием юридический факультет Пензенского государственного педагогического университета им. В. Г. Белинского по специальности «юриспруденция» с присвоением квалификации «юрист» (2003), аспирантуру ПГПУ им. В. Г. Белинского (1997), докторантуру Самарского государственного университета (2007) по специальности 07.00.02 - Отечественная история. Аспирант Н. А. Шарошкина, докторант П. С. Кабытова.
В 1988 - 1989  служил в Советской армии в войсках Правительственной связи (г. Чита-27). В 1989 - 1993 годах возглавлял комсомольское бюро исторического факультета ПГПИ им. В. Г. Белинского. Кандидат исторических наук (1997, диссертация «Мелкотоварное производство кустарей и ремесленников и его кооперирование в 1920-е годы: по материалам Пензенской, Самарской и Симбирской (Ульяновской) губерний»), доктор исторических наук (диссертация «Кустарно-промысловая кооперация Поволжья в условиях НЭПа», защищена 26 марта 2009 в диссертационном совете Самарского государственного университета; официальные оппоненты Е. Ю. Болотова, А. Г. Рыбков, А. С. Сенявский), доцент по должности (1997), доцент по званию (2002), профессор по должности (2007), профессор по званию (2010). С сентября 1993 года - ассистент кафедры отечественной истории и методики преподавания истории ПГПИ им. В. Г. Белинского, доцент той же кафедры (1997 - 2004). С марта 2004 по август 2010 - заведующий кафедрой новейшей истории России и краеведения ПГПУ им. В. Г. Белинского. Заместитель декана исторического факультета ПГПУ им. В. Г. Белинского по учебно-воспитательной работе (1998 - 2004), заместитель директора Института истории и права ПГПУ им. В. Г. Белинского по научной работе (2004 - 2007), заместитель председателя профкома преподавателей и сотрудников ПГПУ им. В. Г. Белинского (2002 - 2012). В мае 2007 избран деканом исторического факультета ПГПУ им. В. Г. Белинского, в мае 2012 переизбран на эту должность Ученым советом университета. В декабре 2012 назначен деканом созданного из трех факультетов (исторического, иностранных языков, русского языка и литературы) историко-филологического факультета Пензенского государственного университета. В июне 2013 избран на должность декана историко-филологического факультета Ученым советом Пензенского государственного университета. Председатель Совета Отделения Российского исторического общества в Пензе (с сентября 2013 по сентябрь 2016), Председатель Пензенского регионального отделения Российского военно-исторического общества (с октября 2016 по март 2022), член Регионального штаба Пензенского отделения Общероссийского народного фронта (с февраля 2015 по сентябрь 2016), помощник члена Совета Федерации Федерального Собрания РФ В. В. Кондрашина (2015 - 2017), председатель Пензенского регионального отделения Общероссийской общественно-государственной просветительской организации «Российское общество „Знание“» (2016).
9 сентября 2016 назначен заместителем председателя Правительства Пензенской области. В региональном Правительстве координирует и контролирует деятельность управления внутренней политики Правительства Пензенской области, министерства образования Пензенской области, министерства физической культуры и спорта Пензенской области, министерства по делам архивов Пензенской области, сектора по обеспечению деятельности Комиссии по делам несовершеннолетних и защите их прав Пензенской области Правительства Пензенской области, отдела интернет-коммуникаций Правительства Пензенской области.
Координирует вопросы: организации работы по обеспечению взаимодействия Губернатора Пензенской области, Правительства Пензенской области с органами местного самоуправления по вопросам организационно-правовых и территориальных основ местного самоуправления на территории Пензенской области; проведения единой государственной политики в сфере средств массовой информации, полиграфии и массовых коммуникаций в Пензенской области; взаимодействия с представителями средств массовой информации; патриотического воспитания граждан на территории Пензенской области с участием политических партий, общественных, национальных, религиозных объединений, профессиональных союзов, иных структур гражданского общества; обеспечения основных направлений внутренней и национальной политики Пензенской области; взаимодействия с политическими партиями, общественными, национальными, религиозными объединениями, профессиональными союзами, иными структурами гражданского общества; общего и профессионального образования; воспитания; семьи и детства; физической культуры, спорта; архивного дела.
Женат, воспитывает сына. Хобби - волейбол, рыбная ловля.

## Общественная деятельность
Руководитель документальных телевизионных проектов:
1) «История и культура Пензенского края»
- «Долина древней мордвы»[1] (2015)
- «Ключевский»[2] (2016)
- «Марсово поле»[3] (2016)
- «Марсово поле: новая битва»[4] (2017)

2) «Добро пожаловать в Пензенскую область»
- «В Пензе вся история России…»[5] (2017)
- «В середине страны, возле самого сердца России…»[6] (2017)
- «Тут был я счастлив…»[7] (2017)
- «По Лермонтовским и Купринским местам»[8] (2018)
- «Легенды и предания земли Пензенской»[9] (2018)
- «Народные промыслы и ремесла Пензенского края»[10] (2019)
- «Хрустальное сердце России» (2020)
- «Золотаревское городище - перекресток цивилизаций» (2021)

Осуществлял руководство Гуманитарным учебно-методическим и научно-издательским центром Пензенского государственного университета (ГУМНИЦ ПГУ) (2004-2016), Региональным центром подготовки школьников к ОГЭ, ЕГЭ и олимпиадам по истории (2011-2016), издательством «Аз. РепетиторЪ» (2007-2016). Главный редактор газет «Вестник исторического факультета» (1998 - 2000), «Научный бюллетень» (2004 - 2008), «Мир истории» (с 2010). Председатель предметной комиссии ЕГЭ по истории в Пензенской области (2014-2016), член Региональной комиссии по вопросам размещения мемориальных досок на территории Пензенской области (2014-2016), член правления Региональной общественной организации краеведов Пензенской области (с 2014), редактор университетского отдела научно-популярного журнала «Пензенское краеведение» (с 2014), член редколлегий журнала «Известия высших учебных заведений. Поволжский регион. Гуманитарные науки», сборника научных трудов «Вестник военно-исторических исследований», член Российского исторического общества (с 2013) и Всероссийской общественной организации «Русское географическое общество» (с 2015).

## Научные интересы
Повышение квалификации: прошел обучение в ГОУ ВПО "Пензенский государственный университет" по программе "Комплексная безопасность" (2008); в  ГОУ ВПО "Пензенский государственный педагогический университет имени В. Г. Белинского" по программам "Экспертная оценка уровня квалификации педагогических работников в рамках проведения аттестации" (2011) и "Теория и практика организации работы по гражданско-патриотическому воспитанию молодежи в современных условиях" (2012); в ФГБОУ ДПО «Государственная академия промышленного менеджмента им. Н. П. Пастухова» по Европейской гармонизированной программе получил сертификат менеджера по качеству, дающий право на проведение внутрифирменного обучения персонала по менеджменту качества, а также по программе «Система менеджмента качества как инструмент реализации рыночной стратегии вуза» (2012), по программам "Управление проектами в вузе" (2014), "Применение инновационно-проектной технологии реализации модульных программ при подготовке внутренних аудиторов для вузов" (2012), "СМК как инструмент реализации рыночной стратегии вуза" (2012); в ГАОУ ДПО «Институт регионального развития Пензенской области» по дополнительной профессиональной программе «Подготовка членов предметных комиссий по проверке выполнения заданий с развернутым ответом экзаменационных работ ЕГЭ по истории» (2014); в ФГБНУ «Федеральный институт педагогических измерений» по дополнительной профессиональной программе «Подготовка экспертов для работы в региональной предметной комиссии при проведении государственной итоговой аттестации по образовательным программам среднего общего образования» по предмету «История» (2016). С 2011 г. эксперт по оценке уровня квалификации педагогических работников в рамках проведения аттестации.
Ответственный редактор международного сборника научных трудов «Актуальные проблемы исторической науки» (2003 - 2012. Вып. 1-9.) и сборника материалов межвузовской научно-практической конференции «Национальная безопасность и государственные интересы России» (2006 - 2011. Вып.1-5). Председатель редакционного совета двухтомного научно-популярного издания «Пензенская энциклопедия. 2-е издание, уточненное и дополненное» / Гл. ред. А. Ю. Казаков. - Пенза, 2019, председатель редакционной коллегии издания «Воины Великой Отечественной. 1941-1945 гг. (по материалам Головинщинского сельсовета Каменского района Пензенской области)» / сост. В. Г. Гришаков. - Пенза, 2022. 544 с., председатель редакционного совета трехтомного научного издания «История Пензенского края» / под общ. ред. О. В. Мельниченко. Т.1-3. - Пенза, 2022-2024, председатель редакционного совета двухтомного научного издания «История города Пензы» / под общ. ред. О. В. Мельниченко. Т.1-2. - Пенза, 2024. Член Диссертационного совета по историческим наукам при ПГПУ им. В. Г. Белинского (2003—2007), член объединенного (Самарский ГУ и ПГУ) докторского Диссертационного совета по историческим наукам (2010 - 2022).
Область научных интересов — новейшая история России, кооперативное движение в Поволжье в первой трети XX в., история Пензенского края, федеральные и региональные аспекты формирования российской нации. Участник проекта гранта РГНФ по теме: «Народы Поволжья в истории и культуре России», руководитель проекта «Взаимоотношения властных органов и кооперативных систем в российской провинции в первой трети XX века (на примере Поволжья)» в рамках федеральной целевой программы «Научные и научно-педагогические кадры инновационной России на 2009-2013 годы». Руководитель групп по исполнению государственных контрактов по проведению Всероссийского слета юных патриотов России «Равнение на Победу» (июнь 2012) и Всероссийского финала военно-спортивной игры «Победа» (сентябрь 2012), руководитель проекта гранта РГНФ по теме: «Региональные аспекты формирования российской нации» (2015-2017), исполнитель проектов грантов РГНФ/РФФИ:   "Волжские земли в истории и культуре России" по теме: "Власть и общество российской провинции в эпоху Отечественной войны 1812 года (по материалам Пензенской губернии) (2011-2012), "Россия Ключевского: VI Международная научная конференция, посвященная 175-летию В. О. Ключевского" (2016), «Историческая память о Великой Отечественной войне: особенности актуализации в поисковой деятельности учащихся и студентов» (2016-2017), «Хозяйство и практики социального взаимодействия в советской деревне в контексте мобилизационной экономики СССР в 1930-е – начале 1950-х гг.» (2018-2020), «Аграрная политика в СССР и региональные особенности ее реализации (1922-1991)» (2021-2022). Принимал участие в 50 международных, всероссийских и региональных научных конференциях. Автор более 145 научных публикаций, в том числе трех монографий и 10 учебных пособий.
Подготовил одного доктора и семерых кандидатов исторических наук:
по специальности 07.00.02 — Отечественная история:
- Воейков, Евгений Владимирович. Решение топливной проблемы в Поволжье в 1918 - 1941 гг.: диссертация на соискание ученой степени д. и.н. Место защиты: Москов. гос. област. ун-т. 2015. 487 с.;
- Гуляев, Руслан Александрович. Становление и развитие кредитной кооперации Пензенской губернии в 1904 - 1930 гг.: диссертация на соискание ученой степени к. и. н. Место защиты: Пенз. гос. пед. ун-т им. В. Г. Белинского. 2006. 197 с.;
- Кладов, Виктор Юрьевич. Полиция Пензенской губернии в 1903 - 1917 гг.: диссертация на соискание ученой степени к. и. н. Место защиты: Пенз. гос. пед. ун-т им. В. Г. Белинского. 2007. 215 с.;
- Соларев, Роман Георгиевич. Государственная власть и крестьянская кооперация в конце XIX в. -  1930 г. (по материалам Пензенской губернии): диссертация на соискание ученой степени к. и. н. Место защиты: Сам. гос. ун-т. 2010. 226 с.;
- Малюкова, Элеонора Дмитриевна. Взаимоотношения Русской Православной Церкви и Советской власти в 1918-1937 гг. (на примере Пензенского края): диссертация на соискание ученой степени к. и. н. Место защиты: Сам. гос. ун-т. 2010. 196 с.;
- Болдырев, Денис Вячеславович. Становление и развитие института судебных приставов в Российской империи в 1864-1917 гг. (по материалам Пензенской губернии): диссертация на соискание ученой степени к. и. н. Место защиты: Морд. гос. ун-т им. Н. П. Огарева. 2018. 283 с.;
- Дрякин, Андрей Борисович. Энергетическое сотрудничество России со странами Северо-Восточной Азии в конце XX – начале XXI века: диссертация на соискание ученой степени к. и. н. Место защиты: Национальный исследовательский Морд. гос. ун-т им. Н. П. Огарева. 2020. 194 с.;
- Гущин, Александр Анатольевич. Жилищно-коммунальное хозяйство Пензенской области в 1945-1985 гг.: диссертация на соискание ученой степени к. и. н. Место защиты: Национальный исследовательский Морд. гос. ун-т им. Н. П. Огарева. 2022. 240 с.

## Награды
- Нагрудный знак «Отличник Советской армии» (1989),
- Премия Губернатора Пензенской области за значительный вклад в изучение социально-экономической истории Пензенской области (2003),
- Юбилейная медаль «100 лет профсоюзам России» (2005),
- Почетная грамота Министерства образования и науки Российской Федерации (2008),
- Знак "Почетный работник высшего профессионального образования РФ" (2009),
- Почетная грамота Законодательного Собрания Пензенской области за активное участие в подготовке и проведении межрегиональной научно-практической конференции «От Великой Победы — к великой России: историческая память и будущее России» (2010),
- Благодарность Министра образования Пензенской области (2011),
- Благодарность Губернатора Пензенской области за высокие результаты в работе по подготовке школьников Пензенской области к участию во Всероссийских олимпиадах по истории (2012),
- Благодарность Губернатора Пензенской области за значительный вклад в развитие земляческого движения в Пензенской области (2012),
- Памятный знак «За заслуги в развитии города Пензы» (2013)[11],
- Юбилейная медаль «В память 350-летия Пензы»,
- Медаль «Святителя Иннокентия, епископа Пензенского» III степени (2013),
- Благодарность Законодательного Собрания Пензенской области (2014),
- Почетный знак РСО «За активную работу в студенческих отрядах» (2014),
- Благодарность Главы администрации г. Пензы за поддержку социальных инициатив отрасли культуры города Пензы (2014),
- Благодарность Министра образования Пензенской области за значительный вклад в развитие студенческих отрядов (2014),
- Знак Общероссийского Профсоюза образования «25 лет Общероссийскому Профсоюзу образования» (2015),
- Почетная грамота Главы администрации г. Пензы (2015),
- Почетная грамота Главы администрации Первомайского района г. Пензы за высокие показатели в научно-педагогической деятельности и значительный вклад в развитие района (2015),
- Благодарность Губернатора Пензенской области за высокие результаты в научно-педагогической деятельности (2016),
- Памятная медаль "Патриот России" (2016),
- Памятная медаль и грамота Президента Российской Федерации "XIX Всемирный фестиваль молодежи и студентов 2017 года в г. Сочи" за вклад в подготовку и проведение XIX Всемирного фестиваля молодежи и студентов 2017 года в г. Сочи (2017),
- Памятная медаль «85 лет Гражданской обороне» (2017),
- Благодарность Губернатора Пензенской области за безупречную работу и добросовестное исполнение должностных обязанностей (2018),
- Благодарность Первого заместителя Руководителя Администрации Президента Российской Федерации за активное участие в проведении в Российской Федерации Года добровольца (волонтера) и личный вклад в развитие добровольческого (волонтерского) движения (2018),
- Почетный знак Федерального центра детско-юношеского туризма и краеведения "За заслуги в развитии детско-юношеского туризма" (2018),
- Благодарность Международного оргкомитета "Комсомолу - 100" за активное участие в подготовке юбилейных мероприятий, посвященных 100-летию ВЛКСМ (2018),
- Почетный гражданин города Белинского Белинского района Пензенской области (2019),
- Благодарность Министра культуры Российской Федерации за большой вклад в развитие культуры и многолетнюю плодотворную работу (2019),
- Благодарность Министерства просвещения Российской Федерации за подготовку и проведение финальных мероприятий Всероссийского конкурса профессионального мастерства работников сферы дополнительного образования "Сердце отдаю детям" (2019),
- Благодарность Президента Российской Федерации за достигнутые трудовые успехи и многолетнюю добросовестную работу (2020),
- Почетная грамота Губернатора Пензенской области за безупречную работу и высокий профессионализм при исполнении должностных обязанностей (2020),
- Юбилейный знак Общероссийского Профсоюза образования «30 лет вместе» (2020),
- Благодарность дирекции Общероссийской общественно-государственной организации «Российское военно-историческое общество» за существенный вклад в работу Российского военно-исторического общества (2020),
- Медаль «85 лет ГАИ-ГИБДД МВД России» (2021),
- Почетный знак Губернатора Пензенской области «Во славу земли Пензенской» за выдающиеся заслуги перед Пензенской областью (2022),
- Медаль ордена «За заслуги перед Пензенской областью» (2022),
- Благодарность Губернатора Пензенской области за высокий профессионализм, большой вклад в подготовку и проведение торжественных мероприятий, посвященных празднованию Дня Победы (2022),
- Медаль ордена «За заслуги перед Отечеством» II степени (2022),
- Юбилейная медаль Министерства спорта Российской Федерации, посвященная 100-летию образования государственного органа управления в сфере физической культуры и спорта, за существенный вклад в развитие отрасли физической культуры и спорта (2023),
- Медаль Пензенской области «За сохранение исторической памяти» (2023),
- Почетная грамота Президента Всероссийской федерации волейбола за большой вклад в развитие волейбола (2023),
- Медаль ордена «За заслуги перед Пензенской областью» II степени (2024),
- Орден «За заслуги перед Пензенской областью» III степени (2024),
- Нагрудный знак «За вклад в развитие Педагогического института им. В. Г. Белинского» (2024),
- Почетная грамота Президента Российской Федерации за активное участие в подготовке и проведении общественно значимых мероприятий (2024),
- Медаль МЧС России «За содружество во имя спасения» (2024),
- Нагрудный знак профессионального союза работников образования и науки Российской Федерации «За социальное партнерство» (2024),
- Почетная грамота Законодательного Собрания Пензенской области за многолетний добросовестный труд, большой вклад в социально-экономическое развитие Пензенской области (2025),
- Благодарность Полномочного представителя Президента Российской Федерации в Приволжском федеральном округе за координацию и успешную реализацию общественных проектов Приволжского федерального округа для детей и молодежи (2025).

## Сочинения
- Ягов О. В. Развитие частнохозяйственного мелкотоварного производства и его кооперирование в годы НЭПа (по материалам Среднего Поволжья): Учеб. пособ. П., 1999. 56 с.;
- Ягов О. В. История экономических учений: Учеб. пособ. П., 2001. 112 с.;
- Ягов О. В. «Дикие» кооперативы и вовлечение их в систему кустарно-промысловой кооперации Поволжья в эпоху нэпа // Актуальные проблемы теории и практики кооперативного движения: Матер. Междунар. научн. конф. Энгельс, 2005. С.34-38;
- Ягов О. В. «Военно-коммунистические» эксперименты советской власти над кустарно-промысловой кооперацией в 1918 — начале 1921 года (по материалам Поволжья) // XXI век: итоги прошлого и проблемы настоящего. Вып.8. П., 2006. С.37-40;
- Ягов О. В. Кустарно-промысловая кооперация Поволжья в условиях перехода от «военного коммунизма» к нэпу // Вестник Самарского государственного университета. Гуманитарная серия. Самара: СГУ, 2006. № 5/1. С.67-73.
- Ягов О. В. От интегрального построения кооперации к созданию самостоятельных кооперативных систем (из истории организационного становления кустарно-промысловой кооперации Поволжья в годы нэпа // Вестник Самарского государственного университета. Гуманитарная серия. Самара: СГУ, 2006. № 10/1. С.150-156.
- Ягов О. В. Политика государственных и кооперативных органов по ликвидации лжекооперативных уклонов в годы нэпа // Вестник Саратовского государственного социально-экономического университета. Саратов, 2007. № 15(1). — С.157-160;
- Ягов О. В. К проблеме внедрения партийных сил в кустарно-промысловую кооперацию Поволжья в годы нэпа // Известия Самарского научного центра РАН. Т.9. Самара, 2007. № 2. С.397-403;
- Ягов О. В. Власть и кустарно-промысловая кооперация в условиях нэповского эксперимента: историография проблемы // Известия Российского государственного педагогического университета им. А. И. Герцена. Общественные и гуманитарные науки: Научный журнал. СПб: «Книжный дом», 2008. № 11 (78). С.84-90.
- Ягов О. В. Кризисное состояние кустарно-промысловой кооперации Самарской губернии в начале нэповского эксперимента. 1921—1923 гг. // Известия Самарского научного центра Российской академии наук. Тематический выпуск. Т.10. Самара: СНЦ РАН, 2008. № 4. С.1074-1079.
- Ягов О. В. Кустарно-промысловая кооперация Поволжья в условиях реализации новой экономической политики. Монография. Самара-Пенза: Изд-во Самарского научного центра РАН; ПГПУ, 2008. 335 с.
- Ягов О. В. Проблема «дикости» кооперативов в кустарно-промысловой кооперации периода нэпа и пути её решения властными органами (по материалам Поволжья) // Актуальные проблемы исторической науки: Международный сб. науч. трудов молодых ученых / Отв. ред. О. В. Ягов. Вып.5. Пенза: ГУМНИЦ, 2008. С.185-194.
- Ягов О. В. Власть и кооперация в России в первой трети XX века: историография проблемы // Актуальные проблемы исторической науки: Международный сб. науч. трудов молодых ученых / Под общ. ред. О. В. Ягова. Вып.6. Пенза: ГУМНИЦ, 2009. С. 372-379. (в соавторстве с Р. Г. Соларевым);
- Ягов О. В. История России с древнейших времен до начала XXI века: программа теоретического курса подготовки к единому государственному экзамену / серия «Эффективная подготовка к ЕГЭ в Пензенской области». Третье издание, дополненное и исправленное. Пенза: «Аз. РепетиторЪ», ГУМНИЦ, 2009. 48 с. (в соавторстве с А. П. Тельяновым);
- Ягов О. В. История России: обучающие тематические тесты для подготовки к единому государственному экзамену / серия «Эффективная подготовка к ЕГЭ в Пензенской области». Учебное пособие. Пенза: «Аз. РепетиторЪ», ГУМНИЦ, 2009. 94 с. (в соавторстве с А. П. Тельяновым);
- Табаченков В. В., Ягов О. В. Развитие двусторонних культурных связей  России и Исландии в начале XXI века // Наука и искусство: вопросы филологии, искусствоведения и культурологи: материалы международной научно-практической конференции. Ч. 1. (14 декабря 2011). Новосибирск: Изд-во «Сибирская ассоциация консультантов», 2011. С. 27-30.
- Ягов О. В. Властное регулирование кооперативного сектора экономики Поволжья в первой трети XX в. // Известия Пензенского государственного педагогического университета им. В. Г. Белинского. Гуманитарные науки. № 23. Пенза: ПГПУ, 2011. С. 649-658.
- Ягов О. В. Государственная финансовая политика по поддержке кооперативного сектора экономики Поволжья в 1920-е гг. // Вестник Самарского государственного университета. Гуманитарная серия. Самара: СГУ, 2012. № 2/2. С. 120—124.
- Ягов О. В. Власть и кооперация Поволжья в условиях нэповского эксперимента (организационный аспект) // Известия Пензенского государственного педагогического университета им. В. Г. Белинского. Гуманитарные науки. № 27. Пенза: ПГПУ, 2012. С. 1154-1157.
- Белоусов С. В., Винничек В. А., Гомонюк Е. Н., Евневич Т. А., Кладов В. Ю., Мурашов Д. Ю., Первушкин В. И., Сухова О. А., Ягов О. В. Очерки истории города Заречного / под общ. ред. О. А. Суховой, О. В. Ягова. Коллективная монография. Пенза : Изд-во ГУМНИЦ ПГУ, 2013. 432 с.
- Чембарская энциклопедия / под общ. ред. И. П. Чучуваткина, О. В. Ягова. Пенза-Белинский : Изд-во ГУМНИЦ ПГУ, 2013. 488 с.
- Пензенский край в истории и культуре России: моногр. / С. В. Белоусов, В. В. Ставицкий, О. А. Сухова, О. В. Ягов и др. Под ред . О. А. Суховой. Пенза: Изд-во ПГУ, 2014. 526 с.
- Ягов О. В. К вопросу об усилении идеологического давления партийных структур на творческую интеллигенцию в СССР в 1946-1948 гг. (по материалам опубликованных источников) // Актуальные проблемы гуманитарных и общественных наук : сб. научн. ст. I Междунар. науч.-практ. конф. (г. Пенза, сентябрь 2014 г.) / под общ. ред. О. В. Ягова. – Пенза : РИО ПГСХА, 2014. С. 3-8.
- Ягов О. В. Власть и Русская православная церковь в 1953-1964 гг.: причины и последствия антирелигиозной государственной политики // Православие и современный российский социум: в 2 ч. / Материалы Первых межрегиональных образовательных Рождественских чтений, посвященных 700-летию памяти преподобного Сергия Радонежского. Ч.1. Пенза: ПДС, 2014. С. 96-99.
- Сухова О. А., Ягов О. В. Министр внутренних дел Российской империи Петр Николаевич Дурново: портрет на фоне эпохи. Пенза : Изд-во ПГУ, 2015. 108 с.
- Ягов О. В. «Косыгинская реформа» 1965 г. и причины ее свертывания // Гуманитарные и общественные науки в XXI веке: состояние и перспективы развития: сборник статей Международной научно-практической конференции / под редакцией О. В. Ягова. Пенза : Приволжский Дом знаний, 2015. С. 3-9.
- Сухова О. А., Ягов О. В. Имперская идентичность и формирование российской нации: историографические аспекты проблемы // Известия высших учебных заведений. Поволжский регион. Гуманитарные науки. 2015. № 3 (35). С. 52-61.
- Belousov S., Sukhova O., Yagov O. «Giant child covered by the Upturn»: Memoirs of Napoleon's Army Prisoners about the Formation of the Ethnic Identity of the Peoples of the Volga // Bylye Gody. 2016. № 4 (42). С. 1285-1294.
- Сухова О. А., Ягов О. В. Религия, этническая идентичность и ОГПУ: к вопросу о факторах национального строительства в СССР в 1920-е гг. // Известия высших учебных заведений. Поволжский регион. Гуманитарные науки. 2016. № 1. С. 123-132.
- Вопросы реализации государственной национальной политики : учеб.-метод. пособие / сост.: О. А. Сухова, О. В. Ягов. - Пенза : Изд-во ПГУ, 2016. 96 с.
- Maslova I., Domnin S., Aristova K., Yagov O. THE PROBLEM OF LEGITIMATION OF CANONICAL STRUCTURES OF RUSSIAN ORTHODOX CHURCH IN THE DAYS OF CIVIL WAR // PONTE: International Journal of Sciences and Research.Vol. 73 | No. 6 | Jun 2017. PP. 142–150.
- Маслова И.И., Сухова О.А., Ягов О.В. Историческая память о Великой Отечественной войне в контексте немецкой мемуаристики // Известия высших учебных заведений. Поволжский регион. Гуманитарные науки. 2017. № 1. С. 52-61.
- Первушкин В.И., Кайманова Т.А., Мурашов Д.Ю., Зименков В.Н. Пенза: путеводитель. Справочное издание / под общ. ред. В.И. Первушкина, О.В. Ягова. - Пенза: Изд-во АО "Областной издательский центр", 2017. 59 с.
- Региональные аспекты формирования российской нации в XVII – начале XXI в. (по материалам Поволжья) : моногр. / отв. ред. О. В. Ягов, О. А. Сухова. - Пенза : Изд-во ПГУ, 2017. 520 с.
- Селюкина Н. В., Сухова О. А., Ягов О. В. Революция 1917 г. и национально-культурное движение в Пензенском крае // 1917 год в российской провинции :  сб. науч. ст. Междунар. науч.-практ. конф., посвящ. 100-летию Великой российской революции / под общ. ред. О. А. Суховой. – Пенза : Изд-во ПГУ, 2017. С. 216-220.
- Pavlova N., Yagov O., Sukhova O. Proletarian internationalism and great colonisation: Creating a new national identity in the USSR in the 1920s and 1930s. Terra Sebus, vol. 9, 2017, pp. 355–361.
- Ягов О. В. Сохранить родной язык // Сура. 2018.  № 1 (143). С. 170-174.
- Сухова О. А., Ягов О. В. Политика коллективизации в оценках массового сознания 1930-х – начала 1950-х гг.: динамика представлений // Вестник НИИ гуманитарных наук при Правительстве Республики Мордовия. 2018. № 4(48). С. 65-73.
- Сухова О. А., Ягов О. В. Пензенская деревня в годы Великой Отечественной войны: мобилизационная экономика и практики выживания // Известия высших учебных заведений.  Поволжский регион. Гуманитарные науки. 2019. № 1 (49). С. 33-44.
- Сухова О. А., Ягов О. В. Мобилизационная экономика и колхозная система в СССР в 1944 – начале 1945 г. // Известия высших учебных заведений. Поволжский регион. Гуманитарные науки. 2020. № 4 (56). С. 81-92.
- Память. Пензенская область / авт.-сост. Беляева С. В., Кушкова Л. Н.; под общ. ред. О.В. Ягова. - Пенза : АО "Областной издательский центр", 2020. Т. XII. 256 с.
- Сухова О. А., Ягов О. В. Феномен аграрного развития СССР: специфика научного дискурса // Вестник Самарского университета. История, педагогика, филология. 2021. Т. 27, № 3. С. 30–35.
- Культурный дневник школьника Пензенской области / авт.-сост. Е. Б. Фирсова; под общ. ред. О.В. Ягова, Г. Н. Белорыбкина. - Пенза : АО "Областной издательский центр", 2022. 114 с.
- Сухова О.А., Ягов О.В. Проблемы аграрного развития Пензенской области в годы Великой Отечественной войны // Известия высших учебных заведений. Поволжский регион. Гуманитарные науки. 2022. № 1. С. 154–166.
- СССР: аграрная политика и региональные особенности ее реализации (1922–1991) / отв. ред. О. А. Сухова. – Пенза : Изд-во ПГУ, 2022. 764 с. В соавторстве: Андреенков С. Н., Бикейкин Е. Н., Куршева Г. А., Мозохин О. Б., Наухацкий В. В., Сухова О. А., Шарапов С. В., Ягов О. В.
- Ягов О.В. Властное регулирование кустарно-промысловой и сельскохозяйственной кооперации Поволжья в 1920-е гг. // Советский век в российской и мировой истории :  сб. науч. ст. Всеросс. науч. конф. с междунар. участ., посвящ. 100-летию образования СССР / под общ. ред. О. А. Суховой. – Пенза : Изд-во ПГУ, 2022. С. 37-46.
- Гущин А. А., Ягов О. В. Организация городского пространства г. Пензы в 1940-х - 1980-х гг. как фактор формирования региональной идентичности // Вестник НИИ гуманитарных наук при Правительстве Республики Мордовия. 2023. Т. 15, № 4. С. 96-106.
- Белоусов С. В., Ягов О. В. 10-летие Отделения Российского исторического общества в Пензенской области // Вестник военно-исторических исследований : сб. науч. тр. / под ред. С. В. Белоусова. - Вып. 15. - Пенза : Изд-во ПГУ, 2024. С. 164-180.
- Сухова О. А., Воейков Е. В., Ягов О. В. Развитие рыночных отношений в экономике региона. Итоги восстановительного периода // История Пензенского края: в 3 т. / под общей ред. О. В. Мельниченко. Т. 3. Пензенский край в ХХ – начале XXI века / под ред. О. А. Суховой. – Пенза : Институт регионального развития Пензенской области, 2024. С. 180-194.
- Сухова О. А., Кондрашин В. В., Ягов О. В. Аграрное развитие Пензенской области // История Пензенского края: в 3 т. / под общей ред. О. В. Мельниченко. Т. 3. Пензенский край в ХХ – начале XXI века / под ред. О. А. Суховой. – Пенза : Институт регионального развития Пензенской области, 2024. С. 354-364.
- Власов В. А., Прохорова Е. А., Сухова О. А., Ягов О. В. Школа в условиях перехода к рыночной экономике: потери и достижения // Образование и подготовка педагогических кадров в истории Пензенского края : монография / под общ. ред. О. П. Суриной, О. А. Суховой. – Пенза : Изд-во ПГУ, 2024. С. 216-235.
- Сухова О. А., Ягов О. В. Высшее образование и подготовка педагогических кадров на современном этапе // Образование и подготовка педагогических кадров в истории Пензенского края : монография / под общ. ред. О. П. Суриной, О. А. Суховой. – Пенза : Изд-во ПГУ, 2024. С. 235-265.
- Паршина В. Н., Ягов О. В. Негосударственные образовательные учреждения // Образование и подготовка педагогических кадров в истории Пензенского края : монография / под общ. ред. О. П. Суриной, О. А. Суховой. – Пенза : Изд-во ПГУ, 2024. С. 272-282.
- Милаева О. В., Прохорова Е. А., Ягов О. В. Реализация национального проекта «Образование» // Образование и подготовка педагогических кадров в истории Пензенского края : монография / под общ. ред. О. П. Суриной, О. А. Суховой. – Пенза : Изд-во ПГУ, 2024. С. 235-265.